# Propuesta indecente
"Propuesta Indecente" é uma canção de bachata do cantor norte-americano Romeo Santos, lançada em 30 de julho de 2013. Faz parte do seu segundo álbum de estúdio, Formula, Vol. 2. A canção mistura o som da bachata e o tango argentino. O videoclipe foi gravado na Argentina e conta com a participação da artista mexicana Eiza González.

## Desempenho nas paradas
| Parada (2013)                               | Melhor posição |
| ------------------------------------------- | -------------- |
| Colômbia (National Report)                  | 9              |
| México (Monitor Latino)                     | 15             |
| Estados Unidos (Billboard Hot Latin Songs)  | 1              |
| Estados Unidos (Billboard Tropical Airplay) | 1              |
| Venezuela (Record Report)                   | 45             |